# CN 90 F1
CN 90 F1 — французская 90-мм пушка, которая устанавливалась на танк AMX-13. Она является гладкоствольной пушкой, разработанной компанией GIAT (ныне Nexter). CN 90 F1 используется для поражения бронированных целей и имеет хорошую бронепробиваемость для своего калибра.
Дополнительная информация:
- Пушка CN 90 F1:  Это 90-мм гладкоствольная пушка, разработанная во Франции.
- AMX-13:  Французский легкий танк, на который устанавливалась пушка CN 90 F1.
- GIAT (Nexter):  Компания, которая разработала и производила пушку CN 90 F1.
- Гладкоствольная:  Отсутствие нарезов в стволе пушки, что обеспечивает более высокую начальную скорость снаряда и лучшую бронепробиваемость.
- Бронепробиваемость:  Способность пушки пробивать броню различных типов. Пушка CN 90 F1 была эффективна против бронетехники своего времени.
- Применение:  Пушка CN 90 F1 применялась в основном на танке AMX-13, но также устанавливалась на другие машины, например, на некоторые варианты AMX-10RC.